# Ghiacciaio Newnes
Il ghiacciaio Newnes è un ghiacciaio situato sulla costa di Pennell, nella regione nord-occidentale della Dipendenza di Ross, in Antartide. In particolare, il ghiacciaio, il cui punto più alto si trova a circa 800 m s.l.m., ha origine dal versante settentrionale della sella Adare e da qui fluisce verso nord-ovest fino a entrare nella baia Protection, sul lato occidentale della penisola Adare.

## Storia
Il ghiacciaio Newnes è stato mappato per la prima volta nel corso della spedizione Southern Cross, nota ufficialmente come "spedizione antartica britannica 1898–1900" e comandata da Carsten Borchgrevink, e battezzato proprio da quest'ultimo in onore di George Newnes, uno dei finanziatori della spedizione.